# Tarup (Papua)
Tarup ist ein indonesischer Distrikt (Distrik) in der Provinz Papua Pegunungan im Westteil der Insel Neuguinea. Zur Jahresmitte 2024 zählte er 3128 Einwohner (1810 Männer/1318 Frauen).
Zum Distrikt gehören 7 Dörfer (Kampung), das flächenmäßig größte liegt im Osten des Distrikts (Beten Dua) und bildet die Grenze zum Staat Papua-Neuguinea. Im Norden grenzt Tarup an den Distrikt Pepra, im Westen und Südwesten an Iwur (beide Kabupaten Pegunungan Bintang) sowie im Süden an den Kabupaten Boven Digoel aus der Provinz Papua Selatan.
Die meisten Einwohner bekannten sich zum Christentum. Den 1628 Katholiken und 1491 Protestanten standen nur 9 Mohammedaner gegenüber.